# Neolepidapedon sebastisci
Neolepidapedon sebastisci är en plattmaskart. Neolepidapedon sebastisci ingår i släktet Neolepidapedon och familjen Lepocreadiidae. Inga underarter finns listade i Catalogue of Life.